# Ferrocyanure
Le ferrocyanure ou hexacyanoferrate II est un anion de formule chimique [Fe(CN)6]4− dont le sel le plus courant est le ferrocyanure de potassium K4[Fe(CN)6].
L'anion [Fe(CN)6]4− est diamagnétique, constitué d'un centre ferreux Fe2+ coordonné à six ligands cyanure CN− selon une géométrie moléculaire octaédrique. 
Les ferrocyanures et les ferricyanures sont bien moins toxiques que la plupart des cyanures car les ligands sont fortement liés au fer, qui ne les libère pas facilement. 

## Utilisations
- les ferrocyanures de sodium, de potassium et de calcium, sont des additifs alimentaires (anti-agglomérants) respectivement référencés E 535, E 536 et E 538 ;
- le ferrocyanure de potassium est utilisé en œnologie pour le collage des vins blancs ou rosés présentant un excès de fer ou de cuivre ;
- le bleu de Prusse, un pigment bleu foncé, est un ferrocyanure de fer III de formule chimique Fe4[Fe(CN)6]3 ;
- les anions ferrocyanure et ferricyanure ne traversant pas la membrane plasmique, ils sont utilisés en biochimie comme sondes pour accepteurs d'électrons extracellulaires dans les études relatives aux réactions d'oxydoréduction des cellules : la formation de ferrocyanure lors de l'introduction de ferricyanure peut ainsi être le signe de la présence de composés réducteurs ou d'une activité de transport des électrons à travers la membrane cellulaire.

## Réactivité
Sa principale réaction est son oxydation en ferricyanure [Fe(CN)6]3− :
[Fe(CN)6]4− ⇌ [Fe(CN)6]3− + e−.
Cette réaction d'oxydoréduction peut être suivie par spectroscopie à 420 nm avec un coefficient d'extinction de 1 040 M-1·cm-1.